# Roderick Kabwe
Roderick Kabwe (Ndola, 30 de novembro de 1992) é um futebolista profissional zambiano que atua como meia.

## Carreira
Roderick Kabwe representou o elenco da Seleção Zambiana de Futebol no Campeonato Africano das Nações de 2015.